# Giorgos Arvanitis
Giorgos (o Yorgos) Arvanitis (grec: Γιώργος Αρβανίτης; nascut el 22 de febrer de 1941) és un director de fotografia grec.

## Biografia
Arvanitis va néixer al poble de Dilofo, Makrakomi, Ftiòtida, Grècia. Després d'haver rebut formació com a electricista en el sector de la construcció, va començar a treballar en el negoci del cinema als 20 anys, passant d'ajudant de 2n de càmera per esdevenir finalment director de fotografia.

## Carrera
Arvanitis ha estat una figura important en la indústria cinematogràfica grega, després d'haver treballat en moltes pel·lícules produïdes per Finos Films. El 1968, va treballar en el primer curtmetratge de Theo Angelopoulos Εκπομπή (emissió). Des de llavors, ha treballat en totes les pel·lícules d'Angelopoulos, inclosa la premiada Mia eoniótita ke mia mera (Palma d'or, Canes 1998), tret de l'última trilogia que estava rodant (Trilogia I: To Livadi pu dakrizi, I skoni tou chronou, The Other Sea).
Durant la seva carrera, ha treballat amb alguns dels més grans directors grecs com Dinos Katsouridis, Pantelis Vulgaris, Michael Cacoyannis (Ifigéneia (1977) amb Irene Papas), Jules Dassin (Cri de femmes (1978) amb Melina Merkuri). El 1989, es va traslladar a França amb la seva dona i els seus tres fills buscant un futur millor en un moment en què el nombre total de pel·lícules gregues estava en declivi. El mateix any, va rebre l'Osella a la millor fotografia al Festival Internacional de Cinema de Venècia per la pel·lícula Australia dirigida per Jean-Jacques Adrien. Des de llavors ha treballat amb directors com Volker Schlöndorff (Homo Faber (1991), Jean-Pierre i Luc Dardenne, Marco Bellocchio (El somni de la papallona pel qual va rebre el premi a la Millor Fotografia al Festival de Gramado l'any 1994), Goran Paskaljevic (Someone Else's America (1994)), Marco Ferreri, Bruno Podalydès, Agnieszka Holland (Total Eclipse amb Leonardo DiCaprio), Amos Gitai, Nikos Panayiotopoulos i amb la molt controvertida Catherine Breillat.
És membre de l'Association Française des directeurs de la photographie Cinématographique.

## Filmografia
- 1967 : Oi Thalassies oi Hadres
- 1970 : Anaparastasi
- 1970 : Ipolochagos Natassa
- 1972 : Méres tou '36
- 1975 : Assault on Agathon
- 1975 : O Thíassos
- 1977 : Ifigéneia
- 1977 : I kynighi
- 1978 : Kravgi gynaikon
- 1980 : O Megalexandros
- 1983 : To tragúdi tis epistrofís
- 1984 : Taxidi sta Kythira
- 1986 : O Melissokomos
- 1988 : Topio stin omichli
- 1989 : Australia
- 1991 : To meteoro vima tou pelargou
- 1991 : Homo Faber
- 1994 : Il sogno della farfalla
- 1995 : To Vlemma tou Odyssea
- 1995 : Total Eclipse
- 1997 : Bent
- 1997 : Port Djema
- 1998 : Mia eoniótita ke mia mera
- 1998 : El tren de la vida
- 1999 : Innocent
- 1999 : Romance X
- 2001 : À ma sœur!
- 2002 : Kedma
- 2004 : Process
- 2004 : Nyfes
- 2004 : Anatomie de l'enfer
- 2005 : See You at Regis Debray
- 2005 : The Great Ecstasy of Robert Carmichael
- 2006 : Un crime
- 2007 : Une vieille maîtresse
- 2008 : Dorothy Mills
- 2015 : Graziella, dirigida per Mehdi Charef, protagonitzada per Rossy de Palma
- 2019 : Adults in the Room
- 2019 : Fanny Lye Deliver'd

## Premis i honors internacionals
Ha rebut nombrosos premis pel seu treball, entre ells (llista no exhaustiva):
- Festival de Cinema de Tessalònica, premis de cinema grec, millor fotografia per Nyfes (2004), Doxombous (1988), Mia toso makrini apousia (1985), O Thíassos (1974), Meres tou 36 (1972), Anaparastassi (1970)
  - Golden Bayard al Festival Internacional de Namur de cinema de parla francesa per Faraw! (1997)
- Nominació a la Camerimage Golden Grog per To Vlemma tou Odyssea (1995) i per Mia eoniótita ke mia mera juntament amb Andreas Sinanos (1998)
- Kikito d’Or al Festival de Gramado per Il sogno della farfalla (1994)
- Osella a la millor fotografia al Festival Internacional de Cinema de Venècia per Australia (1989)
- Premi a la millor fotografia, Festival de Cinema de Chicago per Topio stin omichli (1988)
- Golden Camera 300 per a l'èxit vital al Festival de Cinema Manaki Brothers (2019)[3]